# 喬·布萊恩 (足球運動員)
約瑟夫·愛德華·「喬」·布萊恩（英語：Joseph Edward "Joe" Bryan；1993年9月17日—）是一位在英格蘭出生蘇格蘭裔足球運動員。在場上的位置是中場。現效力於英冠球隊米禾爾。他也曾獲蘇格蘭U21國家隊徵召參賽。

## 個人生活
喬的父親艾倫是一名心臟外科醫師，專門從事主動脈手術。

## 榮譽

### 俱樂部
布里斯托城
- 英格蘭足球甲級聯賽冠軍：2014–15賽季
- 英格蘭足球聯賽錦標賽冠軍：2014–15賽季

 富勒姆
- 英格蘭足球冠軍聯賽附加賽冠軍：2020年
- 英格蘭足球冠軍聯賽冠軍：2021–22[5]賽季

### 個人
- PFA年度最佳陣容：2014–15賽季（英甲）、2019–20賽季（英冠）

## 外部連結
- Soccerway資料庫：喬·布萊恩
- 足球数据库：喬·布萊恩的球员统计数据